# Patania aegrotalis
Patania aegrotalis là một loài bướm trong họ Crambidae. Chúng được Zeller mô tả lần đầu năm 1852. Chúng thường được tìm thấy ở Cộng hoà Dân chủ Congo, Ethiopia, Nam Phi, Gambia, Yemen.